# Kobylice
Kobylice település Csehországban, a Hradec Králové-i járásban. Kobylice Lodín, Nechanice, Prasek, Zdechovice és Králíky településekkel határos. Lakosainak száma 257 fő (2024. január 1.).

## Népesség
A település lakosságának változását az alábbi diagram mutatja:
| Lakosok száma | 233  | 261  | 245  | 151  | 180  | 255  | 271  | 264  | 263  | 257  |
|               | 1869 | 1900 | 1921 | 1961 | 1980 | 2011 | 2016 | 2019 | 2021 | 2024 |